# Over the Edge 1999
Over the Edge 1999 was een professioneel worstel-pay-per-viewevenement dat georganiseerd werd door World Wrestling Federation (WWF). Dit evenement vond plaats in het Kemper Arena in Kansas City op 23 mei 1999. Dit was ook de dag van de dood van Owen Hart, die tijdens de pay-per-view overleed.

## Resultaten
| Nr.                                                                          | Match | Winnaar(s)                         |
| ---------------------------------------------------------------------------- | --- | ---------------------------------- |
| -                                                                            | Meat vs. Brian Christopher in een één-op-één match                                                                                | Meat                               |
| -                                                                            | Goldust & The Blue Meanie vs. The Hardy Boyz in een tag team match                                                                | The Hardy Boyz                     |
| -                                                                            | Vince McMahon vs. Mideon in een één-op-één match                                                                                  | Gelijkspel, geen winnaar           |
| 1                                                                            | Kane & X-Pac (c) vs. D'Lo Brown & Mark Henry (met Ivory) in een tag team match voor het WWF Tag Team Championship                 | Kane & X-Pac (c)                   |
| 2                                                                            | Al Snow (c) vs. Hardcore Holly in een Hardcore match voor het WWF Hardcore Championship                                           | Al Snow (c)                        |
| 3                                                                            | Jeff Jarrett & Debra vs. Val Venis & Nicole Bass in een mixed tag team match                                                      | Val Venis & Nicole Bass            |
| 4                                                                            | Mr. Ass vs. Road Dogg in een één-op-één match                                                                                     | Mr. Ass                            |
| 5                                                                            | The Union vs. Corporate Ministry in een 8-man elimination tag team match                                                          | The Union                          |
| 6                                                                            | Triple H (met Chyna) vs. The Rock in een één-op-één match                                                                         | The Rock; diskwalificatie Triple H |
| 7                                                                            | Steve Austin (c) vs. The Undertaker in een één-op-één match voor het WWF Championship met Shane McMahon als special guest referee | The Undertaker (nc)                |
| (c) huidige kampioen voor en na de match \| (nc) nieuwe kampioen na de match | |                                    |